# ORP Dzik (1942)
Pour les autres navires du même nom, voir ORP Dzik.
L’ORP Dzik (en polonais : sanglier), ex-HMS P52, est un sous-marin de classe Umpire. Construit au chantier naval de Vickers-Armstrong à Barrow-in-Furness en Angleterre, il est transféré en cours de construction à l'marine du Gouvernement polonais en exil. 
Il est affecté à la Deuxième Flottille de sous-marins, puis à la Dixième Flottille à Malte, où il arrive le 5 mai 1943. Le 24 mai 1943, lors de sa première mission au sein de la flottille, il attaque et endommage le navire citerne italien Carnaro. Le 15 août, il endommage le cargo italien Goggiam. Le 21 septembre, il coule dans la rade de Bastia le navire de transport de troupes grec Nikolaus avec des soldats allemands à bord. Après la capitulation de l'Italie, il est transféré à Beyrouth à la Première Flottille de sous-marins. Le Dzik accomplit sous pavillon polonais douze patrouilles opérationnelles et coule cinq bateaux pour un total de 8 650 tonneaux de jauge brute.
Rappelé en Grande-Bretagne, il arrive à Plymouth le 8 avril 1944. Il est relégué ensuite à Londonderry dans une flottille d'entraînement. 
Le 25 juillet 1946 il retourne à la Royal Navy.  
Entre 1946 et 1957, il sert dans la marine danoise. En octobre 1957, il retourne en Angleterre où il est démoli.

## Commandants
- 12 décembre 1942 – 11 octobre 1943 kapitan Bolesław Romanowski
- 11 octobre 1943 – 25 novembre 1943 porucznik Andrzej Kłopotowski
- 25 novembre 1943 – 12 décembre 1944 kapitan Bolesław Romanowski
- 12 décembre 1944  – 16 janvier 1945 porucznik Tadeusz Noworól
- 16 janvier 1945 – 25 juillet 1946 kapitan Andrzej Kłopotowski